# Armoriale dei comuni della Valle d'Aosta
Questa pagina contiene le armi (stemmi e blasonature) dei comuni della Valle d'Aosta.
| Stemma | Comune e blasonatura | Gonfalone |
| --- | --- | --------- |
| | Allein Partito di porpora e d'argento, al leone al naturale, rampante sulla partizione. Ornamenti esteriori da Comune. Gonfalone Drappo partito di bianco e di porpora, riccamente ornato di ricami d'argento e caricato dello stemma sopra descritto con la iscrizione centrata in argento: Comune di Allein. Le parti di metallo ed i cordoni saranno argentati. L'asta verticale sarà ricoperta di velluto dai colori del drappo, alternati, con bullette argentate poste a spirale. Nella freccia sarà rappresentato lo stemma del Comune e sul gambo inciso il nome. Cravatta e nastri tricolorati dai colori nazionali frangiati di argento. D.P.R. del 9 marzo 1962, riconoscimento stemma e gonfalone |           |
| | Antey-Saint-André Partito semitroncato: nel primo, d'oro, al decusse di rosso; nel secondo, troncato di nero e di rosso, al leone d'oro attraversante; nel terzo, di azzurro, ai tre abeti di verde, fustati al naturale, nodriti nella pianura di verde: Ornamenti esteriori da Comune. Gonfalone Drappo partito di azzurro e di rosso riccamente ornato di ricami d'argento e caricato dello stemma sopra descritto con la iscrizione centrata in argento recante la denominazione del Comune. Le parti di metallo ed i cordoni sono argentati. L'asta verticale è ricoperta di velluto dei colori del drappo, alternati, con bullette argentate poste a spirale. Nella freccia è rappresentato lo stemma del Comune e sul gambo inciso il nome. Cravatta con nastri ricolorati dai colori nazionali frangiati d'argento. D.P.R. dell'8 novembre 1991, concessione stemma e gonfalone |           |
| | Aosta Di nero, al leone d’argento, armato e linguato di rosso, con il capo di rosso alla croce d’argento. Lo scudo è cimato da corona ducale. D.C.G del 7 dicembre 1939 Gonfalone Drappo partito di nero e di rosso con fregi e frange dorate, caricato nel centro dello stemma civico con l'iscrizione centrata in oro "Città di Aosta". Il drappo di forma appuntata. D.C.G del 7 dicembre 1939 |           |
| | Arnad Inquartato: nel primo, interzato in fascia, la prima e la terza di rosso, la seconda d’argento con la crocetta patente di rosso, accompagnata da due stelle di cinque raggi, dello stesso, una a destra, l’altra a sinistra; nel secondo, di nero al leone d’argento, allumato e linguato di rosso; nel terzo, interzato in fascia, la prima e la terza fascia, di argento, la seconda, di rosso; nel quarto, di rosso alla croce d’argento. Ornamenti esteriori da Comune. Gonfalone Drappo di bianco, riccamente ornato di ricami d'argento e caricato dello stemma sopra descritto con la iscrizione centrata in argento, recante la denominazione del Comune. Le parti di metallo ed i cordoni saranno argentati. L'asta verticale sarà ricoperta di velluto bianco, con bullette argentate poste a spirale. Nella freccia sarà rappresentato lo stemma del Comune e sul gambo inciso il nome. Cravatta con nastri tricolorati dai colori nazionali frangiati d'argento. D.P.R. del 9 maggio 1997, riconoscimento stemma e gonfalone Particolarità araldica: la blasonatura corretta dello stemma dovrebbe essere partito semitroncato: al 1º fasciato di rosso e d'argento, la prima fascia d'argento … e non inquartato …. |           |
| | Arvier Di azzurro, al leone d'argento, linguato di rosso, attraversato dalla fascia d'oro, caricata da tre rose di rosso. Ornamenti esteriori da Comune. Gonfalone Drappo partito di bianco e di rosso riccamente ornato di ricami d'argento, e caricato dello stemma sopra descritto con la iscrizione centrata in argento, recante la denominazione del Comune. Le parti di metallo ed i cordoni saranno argentati. L'asta verticale sarà ricoperta di velluto dei colori del drappo, alternati, con bullette argentate poste a spirale. Nella freccia sarà rappresentato lo stemma del Comune e sul gambo inciso il nome. Cravatta con nastri tricolorati dai colori nazionali frangiati d'argento. D.P.R. del 4 febbraio 1993 |           |
| | Avise Di azzurro, al leone d’oro, linguato di rosso. Ornamenti esteriori da Comune. Gonfalone Drappo di rosso riccamente ornato di ricami d'argento e caricato dello stemma sopra descritto, con la iscrizione centrata in argento recante la denominazione del Comune. Le parti di metallo ed i cordoni saranno argentati. L'asta verticale sarà ricoperta di velluto rosso, con bullette argentate poste a spirale. Nella freccia sarà rappresentato lo stemma del Comune e sul gambo inciso il nome. Cravatta con nastri tricolorati dai colori nazionali frangiati d'argento. D.P.R. del 25 marzo 1993 |           |
| | Ayas Partito: il primo di rosso ad una torre d’argento, finestrata di nero, merlata alla guelfa di tre; il secondo di nero ad uno zoccolo d’oro (sabot) in fascia; sulla partizione un leone pure d’oro rampante. Il tutto abbassato ad un capo d’azzurro con il profilo del Monte Rosa innevato tra due boschi di conifere. Ornamenti esteriori da Comune. Gonfalone Drappo partito di bianco e di azzurro riccamente ornato di ricami d'argento e caricato dello stemma sopra descritto con la iscrizione centrata in argento: Comune di Ayas. Le parti di metallo ed i cordoni saranno argentati. L'asta verticale sarà ricoperta di velluto dei colori del drappo, alternati, con bullette argentate poste a spirale. Nella freccia sarà rappresentato lo stemma del Comune e sul gambo inciso il nome. Cravatta con nastri tricolorati dai colori nazionali frangiati d'argento. D.P.R. del 17 maggio 1983 |           |
| | Aymavilles Inquartato: il primo, d'oro, al leone di nero, linguato, armato, allumato ed immaschito di rosso; il secondo, d'argento, col capo di rosso, alla banda di nero, caricata in capo, nel senso della banda, di una colomba d'argento; il terzo, di rosso, al castello a quattro torri (due visibili) merlate, una a destra, alla ghibellina ed una, a sinistra, alla guelfa, di dodici pezzi ciascuna (sei visibili), il tutto d'argento, coperto e finestrato di otto pezzi di nero, il secondo, a sinistra, coperto da una cuspide fiancheggiata da quattro gugliette (due visibili) e cimata dalla croce latina dello stesso e finestrato di cinque pezzi (due, due, uno) del campo. Lo stemma è cimato da una corona di Comune e sostenuto da due rami decussati in punta di verde, di melo a destra fruttato d’oro e di vite a sinistra fruttato d’azzurro, legati e annodati da un nastro tricolore e da un nastro partito di rosso e di nero. Gonfalone Drappo partito di rosso e di nero, frastagliato a tre bandoni, riccamente ornato e frangiato d'argento, caricato, nel centro, dello stemma comunale sormontato dall'iscrizione centrata "Commune d'Aymavilles". Cravatta portante i colori dello Stato e della Regione. D.P.G.R. № 711 del 16 dicembre 1999 Incongruenza tra disegno e blasonatura. |           |
| | Bard D'azzurro seminato di crocette potenziate, fitte in punta, a due barbi addossati in palo sul tutto e alla bordura, il tutto d’oro. Ornamenti esteriori da Comune. Nastro partito con i colori dello Stato e della Regione. Gonfalone Drappo a tre pendenti d’azzurro, decorato da una cordelliera e frangiato, con le iscrizioni centrate in capo: “Commune de Bard” e “Comune di Bard”, l’una sull’altra, il tutto d’argento, caricato dello stemma comunale. Le parti metalliche e i cordoni sono argentati. L’asta verticale è coperta di velluto azzurro, con bullette argentate. Nella freccia è rappresentato lo stemma municipale e sul gambo è inciso il nome del Comune. Cravatta partita con i colori dello Stato e della Regione e frangiata d’argento. D.P.G.R. № 121 del 4 marzo 2004 (Precedente riconoscimento di stemma è gonfalone con R.D. del 1º luglio 1937, RR.LL.PP. del 24 febbraio 1938) |           |
| | Bionaz D'oro, alla mucca di nero, pezzata di bianco al naturale, passante, collarinata e accampanata d'oro, il collare sostenente il bosquet di rosso, essa mucca accompagnata in punta dalla fascia diminuita e ondata di azzurro; al capo di rosso, caricato dalla croce di argento. Ornamenti esteriori da Comune. Gonfalone Drappo troncato di nero e di rosso, riccamente ornato di ricami d'argento e caricato dallo stemma sopra descritto con la iscrizione centrata in argento, recante la denominazione del Comune. Le parti di metallo ed i cordoni saranno argentati. L'asta verticale sarà ricoperta di velluto dei colori del drappo, alternati, con bullette argentate poste a spirale. Nella freccia sarà rappresentato lo stemma del Comune e sul gambo inciso il nome. Cravatta con nastri tricolorati dai colori nazionali frangiati d'argento. D.P.R. del 23 novembre 1998 |           |
| | Brissogne Palato di rosso e d'oro; al capo d'argento. Ornamenti esteriori da Comune. Gonfalone Drappo troncato di rosso e di bianco, riccamente ornato di ricami d'argento e caricato dello stemma sopra descritto con la iscrizione centrata in argento recante la denominazione del Comune. Le parti di metallo ed i cordoni saranno argentati. L'asta verticale sarà ricoperta di velluto dei colori del drappo, alternati, con bullette argentate poste a spirale. Nella freccia sarà rappresentato lo stemma del Comune e sul gambo inciso il nome. Cravatta con nastri tricolorati dai colori nazionali frangiati d'argento. D.P.R. del 2 maggio 1996 |           |
| | Brusson Inquartato: a) d’argento abbassato da un capo di rosso e caricato da una banda di nero; b) d’oro alla croce d’argento dei Santi Maurizio e Lazzaro; c) d’azzurro al castello torricellato fondato su una montagna al naturale; d) di nero al leone d’argento, linguato di rosso. Ornamenti esteriori da Comune. Gonfalone Drappo azzurro riccamente ornato di ricami d’argento e caricato dello stemma sopra descritto con la iscrizione centrata in argento: Comune di Brusson. Le parti di metallo ed i cordoni saranno argentati. L’asta verticale sarà ricoperta di velluto azzurro con bullette argentate poste a spirale. Nella freccia sarà rappresentato lo stemma del Comune e sul gambo inciso il nome. Cravatta e nastri tricolorati dai colori nazionali frangiati d’argento. D.P.R. del 24 giugno 1977 |           |
| | Challand-Saint-Anselme Inquartato: d'argento al capo di rosso, alla banda attraversante sul tutto di nero, e d'oro all'aquila di nero, membrata e imbeccata di rosso, coronata del campo. Ornamenti esteriori da Comune. Nastro partito dei colori dello Stato e della Regione. Gonfalone Drappo a tre pendenti partito di rosso e di nero… Incongruenza tra disegno e blasonatura: il gonfalone è quadrato e non a tre pendenti. |           |
| | Challand-Saint-Victor D'argento al capo di rosso, alla banda attraversante sul tutto di nero. Ornamenti esterni da Comune. Nastro di rosso. D.P.G.R., Carlo Perrin, № 170 del 29 marzo 2004 Gonfalone Drappo a tre pendenti partito di rosso e d'argento, riccamente decorato e frangiato, con le iscrizioni centrate in capo: "Commune de Challand-Saint-Victor" e "Comune di Challand-Saint-Victor", l'una sull'altra, il tutto d'argento, caricato dello stemma comunale. Le parti metalliche e i cordoni sono argentati. L'asta verticale è coperta di velluto rosso, con bullette argentate. Nella freccia è rappresentato lo stemma municipale e sul gambo è inciso il nome del Comune. Cravatta tricolore bianca rossa e verde, frangiata d'argento. |           |
| | Chambave Inquartato: nel primo, di rosso, al grappolo d'uva, d'oro, unito al tralcio di verde, posto in sbarra, pampinoso di uno, dello stesso; nel secondo e nel terzo, troncato d'argento e di azzurro, al sole di rosso nel primo e alla mezzaluna crescente d'argento nel secondo; nel quarto, d'oro, al grappolo d'uva di porpora, unito al tralcio di verde, posto in sbarra, pampinoso di uno dello stesso. Gonfalone: Drappo di giallo, riccamente ornato di ricami d'argento e caricato dallo stemma sopra descritto con la iscrizione centrata in argento recante la denominazione del Comune. Le parti di metallo ed i cordoni saranno argentati. L'asta verticale sarà ricoperta di velluto giallo con bullette argentate poste a spirale. Nella freccia sarà rappresentato lo stemma del Comune e sul gambo inciso il nome. Cravatta con nastri tricolorati dai colori nazionali frangiati d'argento. |           |
| | Chamois D'argento, al camoscio di nero fermo su un monte roccioso al naturale uscente di punta; al capo di rosso. D.P.G.R. del 24 aprile 2002, n. 217 Gonfalone: Drappo partito di rosso e di nero, riccamente ornato d'argento e caricato dello stemma sopra descritto con la doppia iscrizione centrata in argento, in lingua francese e italiana, recante la denominazione del comune. L'asta verticale è ricoperta di velluto dei colori del drappo, alternati, con bullette argentate poste a spirale. Nella freccia è rappresentato lo stemma del Comune e sul gambo è inciso il nome. Cravatta con nastro ai colori dello Stato e della Regione, frangiati d'argento. |           |
| | Champdepraz Interzato, calzato, curvato: nel primo di argento, alla ruota dentata, di nero, accompagnata in punta dalla fascia diminuita, ondata, di azzurro; nel secondo, di nero, al leone d'argento, coronato con corona all'antica di cinque punte, d'oro; nel terzo di rosso ai due picconi d'oro, con la parte appuntita volta a destra, posti a piombo ed ordinati in sbarra. Ornamenti esteriori da Comune. Gonfalone: Drappo partito di rosso e di giallo, riccamente ornato di ricami d'argento e caricato dello stemma con l'iscrizione centrata in argento recante la denominazione del Comune. Le parti in metallo ed i cordoni saranno argentati. L'asta verticale sarà ricoperta di velluto dei colori del drappo, alternati, con bullette argentate poste a spirale. Nella freccia sarà rappresentato lo stemma del Comune e sul gambo inciso il nome. Cravatta con nastri tricolorati dai colori nazionali frangiati d'argento. |           |
| | Champorcher Partito dal filetto d'argento: nel primo d'azzurro alla torre quadra, d'argento, merlata alla ghibellina, priva di porta, finestrata di tre, in palo, di nero, la finestra in alto di esigue dimensioni; nel secondo di azzurro seminato di croci a tau e col piede bordonato, d'oro, ai due barbi addossati, dello stesso; il tutto sotto il capo d'argento, caricato dai tre tortelli, ordinati in fascia di rosso. Ornamenti esteriori da Comune. Gonfalone: Drappo partito di rosso e di nero, riccamente ornato di ricami d'argento e caricato dello stemma sopradescritto con l'iscrizione centrata in argento recante la denominazione del Comune. Le parti in metallo ed i cordoni saranno argentati. L'asta verticale sarà ricoperta di velluto dei colori del drappo, alternati, con bullette argentate poste a spirale. Nella freccia sarà rappresentato lo stemma del Comune e sul gambo inciso il nome. Cravatta con nastri tricolorati dai colori nazionali frangiati d'argento. |           |
| | Charvensod Partito di rosso e di nero, al bastone pastorale d'oro, posto sulla partizione, accompagnato da due colombe, d'argento, volanti, affrontate, con le zampe protese verso il bastone pastorale, e dal ponte di tre arcate, d'oro, mattonato di nero, fondato in punta. Ornamenti esteriori da Comune. D.P.R. del 21 dicembre 1988 Gonfalone: Drappo partito di nero e di rosso, riccamente ornato di ricami d'argento e caricato dello stemma sopra descritto con la iscrizione centrata in argento recante la denominazione del Comune. Le parti di metallo ed i cordoni saranno argentati. L'asta verticale sarà ricoperta di velluto dei colori del drappo, alternati, con bullette argentate poste a spirale. Nella freccia sarà rappresentato lo stemma del Comune e sul gambo inciso il nome. Cravatta con nastri tricolorati dai colori nazionali frangiati d'argento. |           |
| | Châtillon D'argento, al castello di rosso, murato di nero, formato da due torri, merlate alla guelfa di tre, finestrate di due, di nero, riunite dalla cortina di muro, merlata alla guelfa di cinque, chiusa e finestrata di tre in fascia, di nero, esso castello sormontato dalla stella di cinque raggi, di azzurro, e fondato sulla pianura di verde. Ornamenti esteriori da Comune. Gonfalone: Drappo di azzurro riccamente ornato di ricami d'argento e caricato dello stemma sopra descritto con la iscrizione centrata in argento, recante la denominazione del Comune. Le parti di metallo ed i cordoni saranno argentati. L'asta verticale sarà ricoperta di velluto azzurro, con bullette argentate poste a spirale. Nella freccia sarà rappresentato lo stemma del Comune e sul gambo inciso il nome. Cravatta con nastri tricolorati dai colori nazionali frangiati d'argento. D.P.R. del 6 giugno 1988 |           |
| | Cogne Partito semìtroncato: nel primo, di azzurro, al pastorale d'oro, posto in palo; nel secondo, di rosso, alla testa di stambecco, recisa verticalmente, d'oro, allumata di rosso; nel terzo, d'oro, al piccone di nero, posto in palo, con la parte, appuntita del ferro posta a destra. Ornamenti esteriori da Comune. Gonfalone: Drappo partito di giallo e di azzurro riccamente ornato di ricami d'argento e caricato dello stemma sopra descritto con l'iscrizione centrata in argento, recante la denominazione del Comune. Le parti di metallo ed i cordoni saranno argentati. L'asta verticale sarà ricoperta di velluto dei colori del drappo, alternati, con bullette argentate poste a spirale. Nella freccia sarà rappresentato lo stemma del comune e sul gambo inciso il nome. Cravatta con nastri tricolorati dai colori nazionali frangiati d'argento. |           |
| | Courmayeur Partito d'oro e d'argento, al leone, attraversante sulla partizione, di nero. D.C.G del 10 agosto 1928 Gonfalone: Drappo partito di bianco e di giallo riccamente ornato di ricami d'argento e caricato dello stemma comunale con l'iscrizione centrata in argento: Comune di Courmayeur. Le parti di metallo ed i cordoni saranno argentati. L'asta verticale sarà ricoperta di velluto dei colori del drappo, alternati, con bullette argentate poste a spirale. Nella freccia sarà rappresentato lo stemma del Comune e sul gambo inciso il nome. Cravatta con nastri tricolorati dai colori nazionali frangiati d'argento. D.P.R. del 27 dicembre 1991 |           |
| | Donnas Inquartato: nel primo, di rosso alla croce d'argento; nel secondo, di azzurro, alla lettera maiuscola D, d'oro; nel terzo, di azzurro, alla torre quadrangolare, d'argento, murata di nero, vista di spigolo, la facciata volta a destra chiusa di nero e finestrata di uno dello stesso, la facciata volta a sinistra munita di due finestrelle di nero, poste in palo, essa torre priva di merli, con la sommità intagliata in rettangolo nei due lati visibili, sostenuta dalla rupe trapezoidale d'argento, fondata in punta; nel quarto, partito di nero e di rosso, al leone d'argento, attraversante. Ornamenti da Comune. D.P.R. del 13 marzo 1989 Gonfalone: Drappo partito di bianco e di rosso riccamente ornato di ricami d'argento e caricato dello stemma sopra descritto con la iscrizione centrata in argento, recante la denominazione del Comune. Le parti di metallo ed i cordoni saranno argentati. L'asta verticale sarà ricoperta di velluto azzurro dei colori del drappo, con bullette argentate poste a spirale. Nella freccia sarà rappresentato lo stemma del Comune e sul gambo inciso il nome. Cravatta con nastri tricolorati dai colori nazionali frangiati d'argento. Stemma usato già anteriormente alla fine dell'Ottocento: Di rosso, alla croce d'argento, alla banda attraversante d'azzurro, caricata della scritta in lettere capitali DONNAS, d'oro. |           |
| | Doues D'azzurro, al gallo d'oro, allumato, crestato, bargigliato, imbeccato, membrato di rosso. Ornamenti esteriori da Comune. D.P.R. del 12 aprile 1999 Gonfalone: Drappo partito di giallo e di azzurro, riccamente ornato di ricami d'argento e caricato dallo stemma sopra descritto con la iscrizione centrata in argento, recante la denominazione del Comune. Le parti di metallo ed i cordoni sa ranno argentati. L'asta verticale sarà ricoperta di velluto dei colori del drappo, alternati, con bullette argentate poste a spirale. Nella. freccia sarà rappresentato lo stemma del Comune e sul gambo inciso il nome. Cravatta con nastri tricolorati dai colori nazionali frangiati d'argento. |           |
| | Émarèse Inquartato: il primo troncato d'argento, al sole di rosso, e d'azzurro, al crescente volto figurato d'argento, che è di Roncas; il secondo di rosso, alla banda d'argento, ripiena d'azzurro, seminata di raggi d'oro, alternati, moventi dagli orli, che è di Decré; il terzo di nero, al leone d'argento, armato e lampassato di rosso, che è del Ducato d'Aosta; il quarto d'azzurro, allo scaglione d'oro, accompagnato da tre spade d'argento, le due superiori inclinate nel senso dello scaglione, al capo d'oro, che è di Vagina. Lo scudo è sostenuto da un cartiglio col motto: «Pro aris et focis». Ornamenti esteriori da Comune. Nastri portanti i colori dello Stato e della Regione. Gonfalone: Partito di rosso e di nero, riccamente ornato d'argento e caricato dello stemma del Comune sormontato dalle iscrizioni “Commune d'Emarèse” e “Comune di Emarèse”: Le parti metalliche, le frange e i cordoni sono d'argento. L'asta è ricoperta di velluto rosso, fissato con bullette d'argento disposte a spirale. Nella freccia è rappresentato lo stemma del Comune e sul gambo ne è inciso il nome. Cravatta con nastri portanti i colori dello Stato e della Regione. |           |
| | Étroubles D'oro, al ponte sostenente un castello fiancheggiato da due torri, merlato alla ghibellina, il tutto d'argento, mattonato di nero, con porta all'antica sbarrata di nero, al filetto in bordatura d'argento. Gonfalone: Drappo giallo a tre pendenti caricato al centro dello stemma sopradescritto, con la iscrizione convessa centrata in nero recante in lingua francese la denominazione del comune. Le parti di metallo, la lancia ed i cordoni argentati. Cravatta con nastri per la metà di sinistra tricolorati dei colori nazionali e per la metà di destra rosso e neri dei colori valdostani. Incongruenza tra disegno e blasonatura: il castello presenta una saracinesca al naturale e non una porta all'antica sbarrata di nero. |           |
| | Fénis D'argento, al castello di Fénis di rosso, visto di spigolo, al capo partito, nel primo, di nero al tiglio d'oro sradicato, nel secondo, di rosso alle due chiavi d'argento, decussate, con le impugnature trifogliate e con gli ingegni all'insù. Ornamenti esteriori da Comune. D.P.R. del 6 febbraio 1985 Gonfalone: Drappo partito di rosso e di nero riccamente ornato di ricami di argento e caricato dello stemma sopra descritto con la iscrizione centrata in argento: Comune di Fénis. Le parti di metallo ed i cordoni saranno argentati. L'asta verticale sarà ricoperta di velluto dei colori del drappo, alternati, con bullette argentate paste a spirale. Nella freccia sarà rappresentato lo stemma del Comune e sul gambo inciso il nome. Cravatta con natri tricolorati dai colori nazionali frangiati d'argento. |           |
| | Fontainemore Fasciato di rosso e d'argento, la prima fascia d'argento caricata da una crocetta patente di rosso, accostata da due stelle a cinque punte dello stesso. Sul tutto è caricato l'antico ponte sul torrente Lys e il campanile della chiesa parrocchiale, assurti a simbolo della località, rappresentati al naturale. Gonfalone: Drappo di bianco riccamente ornato di ricami d'argento e caricato dello stemma sopra descritto con la iscrizione centrata in argento recante la denominazione del Comune. Le parti di metallo ed i cordoni saranno argentati. L'asta verticale sarà ricoperta di velluto bianco con bullette argentate poste a spirale. Nella freccia sarà rappresentato lo stemma del Comune e sul gambo inciso il nome. Cravatta e nastri tricolorati dai colori nazionali frangiati d'argento. |           |
| | Gaby Inquartato: nel primo di nero al leone d'argento armato e linguato di rosso; nel secondo di verde alla bilancia d'argento; nel terzo fasciato di rosso e argento, caricato nella prima fascia d'argento di una crocetta patente di rosso accompagnata da due stelle a cinque punte dello stesso ai lati; nel quarto d'azzurro al giglio d'oro. Accompagna lo scudo un nastro d'argento con il motto dei Vallaise: FESTINA LENTE. Corona civica del rango di città. Gonfalone: Drappo partito di rosso e di nero, al rettangolo di bianco cucito, riccamente ornato di ricami di argento e caricato dello stemma del Comune. Le parti di metallo ed i cordoni saranno argentati. L'asta verticale sarà ricoperta di velluto dei colori del drappo, alternati, con bullette argentate paste a spirale. Nella freccia sarà rappresentato lo stemma del Comune e sul gambo inciso il nome. Cravatta con nastri tricolorati dai colori nazionali frangiati d'argento. |           |
| | Gignod Cinque punti di rosso equipollenti a quattro d'argento; al capo d'argento, caricato da un'aquila bicipite di nero. Gonfalone: Drappo partito di bianco e di nero, riccamente ornato di ricami d'argento e caricato dallo stemma sopra descritto con la iscrizione centrata in argento, recante la denominazione del Comune. Le parti di metallo ed i cordoni saranno argentati. L'asta verticale sarà ricoperta di velluto dei colori del drappo, con bullette argentate poste a spirale. Nella freccia sarà rappresentato lo stemma del Comune e sul gambo inciso il nome. Cravatta con nastri tricolorati dai colori nazionali frangiati d'argento. D.P.R. del 17 settembre 1993 |           |
| | Gressan Partito semitroncato: il PRIMO, troncato di nero e di azzurro, al leone troncato d'oro e di argento, linguato, armato, immaschito di rosso, attraversante; Il SECONDO, d'oro, alle due croci latine, di nero, ordinate in fascia, ciascuna cimata dal gallo, dello stesso; il TERZO, d'argento, alla croce latina, di rosso, cimata dal gallo, dello stesso. Ornamenti esteriori da Comune. D.P.R. del 7 aprile 1994 Gonfalone: Drappo partito di giallo e di nero, riccamente ornato di ricami d'argrento e caricato dallo stemma sopra descritto con l'iscrizione centrata in argento, recante la denominazione del Comune. Le parti di metallo ed i cordoni saranno argentati. L'asta verticale sarà ricoperta di velluto dei colori del drappo, alternati, con bullette argentate poste a spirale. Nella freccia sarà rappresentato lo stemma del Comune e sul gambo inciso il nome. Cravatta con nastri tricolorati dai colori tradizionali, frangiata d'argento. |           |
| | Gressoney-La-Trinité Semitroncato partito: nel primo d'argento, alla marca gentilizia di rosso raffigurante un'ancora; nel secondo fasciato di rosso e di argento, la prima fascia d'argento caricata da una crocetta patente di rosso, accostata da due stelle dello stesso; nel terzo del Ducato di Aosta che è di nero, al leone d'argento, armato e linguato di rosso, abbassato sotto il capo di Savoia che è di rosso alla croce d'argento. Gonfalone: Drappo partito di bianco e di rosso, riccamente ornato e frangiato d'argento, caricato in cuore dello stemma comunale, sormontato dall'iscrizione centrata “Comune di Gressoney-La Trinité”. Cravatta portante i colori dello Stato e della Regione. |           |
| Stemma usato dal comune e presente sul gonfalone, non presente in blasonatura. Stemma corretto secondo la blasonatura | Gressoney-Saint-Jean Partito: di rosso a tre fasce d'argento, quella in capo caricata di una crocetta patente del campo, accostata da due stelle dello stesso; e di nero, al leone d'argento, armato e linguato di rosso. Al capo sul tutto di rosso, alla croce d'argento. Gonfalone: Drappo partito di nero e di rosso, riccamente ornato d'argento e caricato dello stemma municipale, con le iscrizioni centrate d'argento: «Comune di Gressoney-Saint-Jean», «Commune de Gressoney-Saint-Jean», «Gemeinde Gressoney-Saint-Jean». Lo stemma è accompagnato in punta da uno scudo partito d'argento e di rosso, caricato di 10 stelle posate in palo, 3, 4 e 3, le tre a destra di rosso, le quattro attraversanti sulla partizione partite dell'uno e dell'altro dell'uno nell'altro, le tre a sinistra d'argento; lo scudo è accollato a una marca gentilizia raffigurante un'ancora d'argento, e sostenuto da due palme in decusse di verde. Le parti metalliche, le frange e i cordoni sono d'argento. L'asta è coperta di velluto rosso, fissato da bullette d'argento posate a spirale. Nella freccia è rappresentato lo stemma del Comune. Cravatta con nastri portanti i colori dello Stato. Particolarità araldica: la blasonatura del primo punto dovrebbe essere fasciato di rosso e d'argento, la prima fascia d'argento… |           |
| | Hône Di rosso, al cavallo rivolto inalberato d'argento, unghiato al naturale, imbrigliato e sellato d'azzurro, montato da un cavaliere di carnagione, vestito d'oro e calzato di nero, atterrante con una lancia di nero guarnita d'argento un drago di verde posto nel cantone sinistro della punta; al capo partito: d'azzurro, al mare d'argento e di verde, accompagnato in capo da una stella d'oro; e di nero, al ferro di cavallo infilzato da un chiodo posto in sbarra, il tutto d'argento, allo scudetto attraversante sul chiodo, di rosso, alla croce d'argento, coronato con la corona reale d'Italia. Ornamenti esteriori da Comune. Nastro partito con i colori dello Stato e della Regione. Gonfalone Drappo a tre pendenti d'azzurro, riccamente decorato e frangiato, con le iscrizioni centrate in capo: “Commune de Hône” e “Comune di Hône”, l'una sull'altra, il tutto d'argento, caricato dello stemma comunale. Le parti metalliche e i cordoni sono argentati. L'asta verticale è coperta di velluto azzurro, con bullette argentate. Nella freccia è rappresentato lo stemma municipale e sul gambo è inciso il nome del Comune. Cravatta partita con i colori dello Stato e della Regione e frangiata d'argento. DPGR n. 343 del 9 giugno 2004 |           |
| | Introd D'azzurro, al filetto d'argento, posto in banda, accompagnato in capo da un castello al naturale, ed in punta da una stella a 8 punte pure d'argento. Ornamenti esteriori da Comune. Incongruenza tra disegno e blasonatura: È blasonato un filetto non una banda. Gonfalone: Drappo d'azzurro riccamente ornato di ricami d'argento e caricato dello stemma sopra descritto con la iscrizione centrata in argento: Comune di Introd. Le parti di metallo ed i cordoni saranno argentati. L'asta verticale sarà ricoperta di velluto del colore del drappo con bullette argentate poste a spirale. Nella freccia sarà rappresentato lo stemma del Comune e sul gambo inciso il nome. Cravatta e nastri tricolorati dai colori nazionali frangiati d'argento. |           |
| | Issime Interzato calzato: nel primo, d'azzurro, al cuore partito d'argento e di rosso, caricato di dieci stelle poste in palo, tre, quattro, tre, le sei laterali dell'uno nell'altro, le quattro centrali dell'uno all'altro, cimato dal numero 4 con doppio tratto orizzontale, d'argento, esso cuore accompagnato in punta da due ramoscelli di verde, decussati in punta; nel secondo, fasciato di rosso e d'argento, la prima fascia d'argento caricata dalla croce patente di rosso, accompagnata a destra e a sinistra da due stelle di cinque raggi, dello stesso; nel terzo, di nero, al leone d'argento, linguato e armato di rosso. Ornamenti esteriori da Comune. Gonfalone: Drappo di bianco riccamente ornato di ricami d'argento e caricato dello stemma sopra descritto con la iscrizione centrata in argento recante la denominazione del Comune. Le parti di metallo ed i cordoni saranno argentati. L'asta verticale sarà ricoperta di velluto bianco con bullette argentate poste a spirale. Nella freccia sarà rappresentato lo stemma del Comune e sul gambo inciso il nome. Cravatta con nastri tricolorati dai colori nazionali frangiati d'argento. D.P.R. del 5 febbraio 1987 |           |
| | Issogne Semitroncato, partito: nel primo, d'argento, al capo di rosso, alla banda sul tutto di nero, caricata in capo dalla moscatura d'ermellino, d'oro; nel secondo, d'azzurro, al ricciolo di pastorale, d'oro; nel terzo, d'oro, alla fontana formata dalla vasca ottagonale di pietra al naturale, colma d'acqua dello stesso, cimata dall'albero di verde, fogliato con ventitré foglie di quercia, di verde, e fruttato con diciotto melegrane di rosso, munito in basso di due rami tronchi, arcuati verso la punta, con due getti d'acqua al naturale, fluenti in palo nella vasca. Ornamenti esteriori da Comune. D.P.R. dell'11 giugno 1997 Gonfalone: Drappo partito di rosso e di nero, riccamente ornato di ricami d'argento e caricato dallo stemma sopra descritto con l'iscrizione centrata in argento, recante la denominazione del Comune. Le parti di metallo ed i cordoni saranno argentati. L'asta verticale sarà ricoperta di velluto dei colori del drappo, alternati, con bullette argentate poste a spirale. Nella freccia sarà rappresentato lo stemma del Comune e sul gambo inciso il nome. Cravatta con nastri tricolorati dai calori nazionali frangiati d'argento. |           |
| | Jovençan Partito di nero e d'oro, al leone dell'uno all'altro, allumato e linguato di rosso; al capo di rosso, caricato dalle due facce della dracma di argento, raffiguranti quella posta a destra il leone rivoltato, quella posta a sinistra la testa umana in profilo, coronata di alloro, rivoltata. Ornamenti esteriori da Comune. Gonfalone: Drappo partito di rosso e di nero, riccamente ornato di ricami di argento e caricato dallo stemma sopra descritto con la iscrizione centrata in argento, recante la denominazione del Comune. Le parti di metallo ed i cordoni saranno argentati. L'asta verticale sarà ricoperta di velluto dei colori del drappo, alternati, con bullette argentate poste a spirale. Nella freccia sarà rappresentato lo stemma del Comune e sul gambo inciso il nome. Cravatta con nastri tricolorati dai colori nazionali frangiati d'argento. D.P.R. del 25 ottobre 1994 Ho inserito la giusta blasonatura tratta dal decreto di concessione. |           |
| | La Magdeleine Troncato: nel PRIMO, di azzurro, all'aquila d'oro, allumata e linguata di rosso, con il volo abbassato, sostenuta dalla linea di partizione; nel SECONDO, d'oro, alle due losanghe, di azzurro, appuntate, con gli angoli a contatto con la linea di partizione e con i lembi dello scudo. Ornamenti esteriori da Comune. D.P.R. del 20 febbraio 1996 Gonfalone: Drappo di giallo, riccamente ornato di ricami d'argento e caricato dallo stemma sopra descritto con la iscrizione centrata in argento, recante la denominazione del Comune. Le parti di metallo ed i cordoni saranno argentati. L'asta verticale sarà ricoperta di velluto giallo, con bullette argentate poste a spirale. Nella freccia sarà rappresentato lo stemma del Comune e sul gambo inciso il nome. Cravatta con nastri tricolorati dai colori nazionali frangiati d'argento. |           |
| | La Salle Partito: nel primo d’azzurro al castello merlato alla guelfa, formato dalla torre posta a destra, unita a un corpo di fabbrica pressoché centrale nel campo, la torre merlata di tre, il corpo di fabbrica merlato di sei e aperto del campo, il tutto d'oro e murato di nero, la torre sormontata dalla stella d'oro di cinque raggi, il corpo di fabbrica accompagnato in punta dal giglio d'oro; nel secondo, di rosso alla collina triangolare, cimata dalla pianta di cardo, questa cimata da un cardellino in atto di beccare i fiori di altra pianta di cardo, nodrita nel declivio destro della collina, con lo stelo posto in banda, il tutto d'oro; i due campi attraversati in capo da due chiavi decussate, con gli ingegni all'insù, la chiave in banda d'oro, attraversante, la chiave in sbarra d'argento; il tutto sotto il capo di rosso, caricato dalla croce d'argento. Ornamenti esteriori da Comune. Gonfalone: Drappo partito di rosso e di azzurro, riccamente ornato di ricami d’argento e caricato dallo stemma sopra descritto con la iscrizione centrata in argento, recante la denominazione del Comune. Le parti di metallo ed i cordoni saranno argentati. L’asta verticale sarà ricoperta di velluto dei colori del drappo, alternati, con bullette argentate poste a spirale. Nella freccia sarà rappresentato lo stemma del Comune e sul gambo inciso il nome. Cravatta con nastri tricolorati dai colori nazionali frangiati d’argento. D.P.R. del 25 marzo 1998 |           |
| | La Thuile Partito:nel PRIMO, di nero, alla montagna d'argento, fondata in punta, sostenente la colonna dorica, dello stesso, essa colonna cimata dalla croce latina. d'oro: nel SECONDO, di rosso, alla croce d'argento, accantonata nel primo cantone dal giglio d'oro. Ornamenti esteriori da Comune. D.P.R. del 16 luglio 1996 Gonfalone: Drappo partito di rosso e di nero, riccamente ornato di ricami d'argento e caricato dallo stemma sopra descritto con la iscrizione centrata in argento, recante la denominazione del Comune. Le parti di metallo ed i cordoni saranno argentati. L'asta verticale sarà ricoperta di velluto dei colori del drappo, alternati, con bullette argentate poste a spirale. Nella freccia sarà rappresentato lo stemma del Comune; sul gambo inciso il nome. Cravatta con nastri tricolorati dai colori nazionali frangiati d'argento. |           |
| | Lillianes Di rosso, alle due fasce, di argento caricate ognuna da due gigli, di rosso, allo scudetto in cuore appuntato, attraversante sulle due fasce di argento, esso scudetto di cielo, al ponte d'oro di tre archi, l'arco centrale grande e alto, esso ponte uscente dai lembi e fondato sulla campagna di azzurro, fluttuosa di argento, esso ponte con l'impalcato definito da quattro segmenti, quelli laterali in fascia, quelli centrali in sbarra e in banda, il segmento laterale a destra sostenente l'edicola sacra, d'oro, cimata dalla crocetta di nero. Ornamenti esteriori da Comune. D.P.R. dell'11 dicembre 1997 Gonfalone: Drappo partito di bianco e di rosso, riccamente ornato di ricami d'argento e caricato dallo stemma sopra descritto con la iscrizione centrata in argento, recante la denominazione del Comune. Le parti di metallo ed i cordoni saranno argentati. L'asta verticale. sarà ricoperta di velluto dei colori del drappo, alternati, con bullette argentate poste a spirale. Nella freccia sarà rappresentato lo stemma del Comune e sul gambo inciso il nome. Cravatta con nastri tricolorati dai colori nazionali frangiati d'argento. |           |
| | Montjovet Partito: nel primo, di nero, al leone d'argento, linguato di rosso, coronato d'oro; nel secondo, troncato di rosso e d'argento, alla banda attraversante, diminuita, di nero, accompagnata in capo e in punta da due castelli dell'uno nell'altro, muniti di tre torricelle, merlate alla guelfa, le laterali di tre, la centrale, più alta, di quattro, finestrate di uno di nero, essi castelli finestrati di due, dello stesso; il tutto sotto il capo di rosso, caricato dalla croce d'argento. Gonfalone: Drappo partito di rosso e di nero, riccamente ornato di ricami d'argento e caricato dello stemma sopra descritto con la iscrizione centrata in argento recante la denominazione bilingue del Comune. L'asta verticale sarà ricoperta di velluto dei colori del drappo, alternati, con bullette argentate poste a spirale. Nella freccia sarà rappresentato lo stemma del Comune e sul gambo inciso il nome. Cravatta con nastri tricolorati dai colori nazionali frangiati d'argento. |           |
| | Morgex Inquartato: nel primo d'oro, alle due fasce di rosso, caricate dal leone di nero, attraversante; nel secondo e nel terzo d'azzurro, alla stella di otto raggi d'oro; nel quarto, troncato d'oro e di rosso, al leone rivoltato, dell'uno all'altro. Ornamenti esteriori da Comune. Gonfalone: Drappo partito di giallo e di rosso riccamente ornato di ricami d'argento e caricato dello stemma, sopra descritto, con la iscrizione centrata in argento recante la denominazione del Comune. Le parti di metallo ed i cordoni saranno argentati. L'asta verticale sarà ricoperta di velluto dei colori del drappo, alternati, con bullette argentate poste a spirale. Nella freccia sarà rappresentato lo stemma del Comune e sul gambo inciso il nome. Cravatta con nastri tricolorati dai colori nazionali frangiati d'argento. D.P.R. del 29 ottobre 1986 |           |
| | Nus Partito di rosso e di nero, a sei rose d'argento, tre e tre, alternate a sei gigli d'oro, tre e tre, tutti ordinati in fascia, le rose e i gigli centrali posti sulla partizione. Ornamenti esteriori da Comune. D.P.R. del 26 gennaio 1987 Gonfalone: Drappo di bianco riccamente ornato di ricami d'argento e caricato dello stemma sopra descritto con la iscrizione centrata in argento recante la denominazione del Comune. Le parti di metallo ed i cordoni saranno argentati. L'asta verticale sarà ricoperta di velluto bianco con bullette argentate poste a spirale. Nella freccia sarà rappresentato lo stemma del Comune e sul gambo inciso il nome. Cravatta con nastri tricolorati dai colori nazionali frangiati d'argento. |           |
| | Ollomont D'azzurro, a due monti innevati, uscenti dai fianchi dello scudo, all'abete attraversante in palo, fondato su una campagna erbosa, il tutto al naturale. Ornamenti esteriori da Comune. Nastro partito con i colori dello Stato e della Regione. Gonfalone: Drappo di bianco, riccamente decorato e frangiato, con le iscrizioni centrate in capo: "Commune de Ollomont" e "Comune di Ollomont", l'una sull'altra, il tutto d'argento, caricato dello stemma comunale. Le parti metalliche e i cordoni sono argentati. L'asta verticale è coperta di velluto azzurro, con bullette argentate. Nella freccia è rappresentato lo stemma municipale e sul gambo è inciso il nome del Comune. Cravatta partita con i colori dello Stato e della Regione e frangiata d’argento. |           |
| | Oyace Di rosso, alla torre ottagonale (tre lati visibili), priva di merli, d'argento, murata e finestrata di nero; al capo d'argento, caricato dalla mezzaluna calante, posta in banda, di rosso. Ornamenti esteriori da Comune. Gonfalone: Drappo di bianco, riccamente ornato di ricami d'argento e caricato dallo stemma sopra descritto con la iscrizione centrata in argento, recante la denominazione del Comune. Le parti di metallo ed i cordoni saranno argentati. L'asta verticale sarà ricoperta di velluto bianco con bullette argentate poste a spirale. Nella freccia sarà rappresentato lo stemma del Comune e sul gambo inciso il nome. Cravatta con nastri tricolorati dai colori nazionali frangiati d'argento. |           |
| | Perloz Inquartato: nel primo d'argento, alla effigie della Madonna della Guardia, che rappresenta la Beata Vergina Maria, di carnagione, seduta, coronata con corona gemmata e cimata da fioroni, d'oro, vestita della tunica di rosso, bordata d'oro, col manto d'azzurro, bordato d'oro, scendente fino ai piedi, tenente sul ginocchio sinistro il Divin Figlio, di carnagione, vestito d'oro, coronato con corona d'oro, simile per forma a quella propria della Beata Vergine, benedicente con la mano destra e tenente con la mano destra lo scettro d'oro, posto in banda; nel secondo e nel terzo, fasciato di rosso e di argento, con la croce patente accompagnata sui fianchi dalle due stelle di cinque raggi, il tutto di rosso e posto nella prima fascia d'argento; nel quarto, di verde, al leone d'oro. Gonfalone: Drappo partito di rosso e di bianco riccamente ornato di ricami d'argento e caricato dello stemma con la iscrizione centrata in argento recante la denominazione del Comune. Le parti di metallo ed i cordoni sono argentati. L'asta verticale è ricoperta di velluto dei colori del drappo, alternati, con bullette argentate poste a spirale. Nella freccia è rappresentato lo stemma del Comune e sul gambo inciso il nome. Cravatta con nastri tricolorati dai colori nazionali frangiati d'argento. |           |
| | Pollein D'azzurro, al polledro spaventato, rivoltato, d'argento; con la bordatura di rosso, caricata di otto gigli, d'oro, e da otto rose, d'argento, bottonate d'oro; i gigli posti tre in capo, quattro nei fianchi, uno in punta, le rose, alternanti, due in capo, quattro nei fianchi, due in punta. Ornamenti esteriori da Comune. Gonfalone Drappo partito di azzurro e di bianco riccamente ornato di ricami d'argento e caricato dello stemma sopra descritto con la iscrizione centrata in argento, recante la denominazione del Comune. L'asta verticale sarà ricoperta di velluto dei colori del drappo, alternati, con bullette argentate poste a spirale. Nella freccia sarà rappresentato lo stemma del Comune e sul gambo inciso il nome. Cravatta con nastri tricolorati dai colori nazionali frangiati d'argento. D.P.R. dell'8 maggio 1992 |           |
| | Pontboset Partito d'azzurro, seminato di crocette potenziate, fitte in punta, d'oro; e d'argento, a tre tortelli di rosso; al ponte in fascia, attraversante sulla partitura, d'oro, murato di nero; al capo sul tutto di rosso, caricato di una croce d'argento. Ornamenti esteriori da Comune. Nastro partito con i colori dello Stato e della Regione. Gonfalone: Drappo partito di bianco e d’azzurro, decorato da una cordelliera e frangiato, con le iscrizioni centrate in capo: "Commune de Pontboset" e "Comune di Pontboset", l'una sull'altra, il tutto d'argento, caricato dello stemma comunale. Le parti metalliche e i cordoni sono argentati. L'asta verticale è coperta di velluto azzurro, con bullette argentate. Nella freccia è rappresentato lo stemma municipale e sul gambo è inciso il nome del Comune. Cravatta partita con i colori dello Stato e della Regione e frangiata d’argento. D.P.G.R. del 26 settembre 2007 |           |
| | Pontey Inquartato: al primo d'argento, al capo di rosso, alla banda di nero attraversante, caricata in capo di una stella d'oro, che è di Challant-Ussel; al secondo d'azzurro, al pastorale d'oro, al capo dello stesso, caricato di una stella a sei raggi di nero; al terzo d'oro, al ponte di nero, murato d'argento, alla campagna ondata d'azzurro e al capo di rosso, caricato di due chiavi decussate d'argento, gli occhielli in basso e in fuori; al quarto d'argento, al capo di rosso, alla banda di nero attraversante, caricata in capo di una palma d'oro, che è di Challant-Châtillon. Ornamenti esteriori da Comune. Nastri portanti i colori dello Stato e della Regione. Gonfalone: Drappo partito di rosso e di nero, riccamente ornato e frangiato d'argento, caricato in cuore dello stemma comunale e in capo delle iscrizioni centrate: "Commune de Pontey" e "Comune di Pontey". L'asta verticale è ricoperta di velluto rosso fissato da bullette d'argento poste a spirale. La freccia contiene la riproduzione dello stemma municipale e il nome del Comune è inciso sul gambo. Cravatta portante i colori dello Stato e della Regione, frangiata d'argento. D.P.G.R. n. 641 del 31 ottobre 2001. |           |
| | Pont-Saint-Martin Di rosso, al ponte romano di un solo arco, sostenente una torre merlata alla guelfa, chiusa e finestrata di due; il tutto d'argento, murato di nero: ornamenti esteriori da Comune. D.P.R. del 15 dicembre 1969 Gonfalone: Drappo partito di bianco e di rosso, riccamente ornato di ricami d'argento e caricato dello stemma sopra descritto con la iscrizione centrata in argento: Comune di Pont-Saint-martin. Le parti in metallo ed i cordoni saranno argentati. L'asta verticale sarà ricoperta di velluto dei colori del drappo, alternati, con bullette argentate poste a spirale. Nella freccia sarà rappresentato lo stemma del Comune e sul gambo inciso il nome. Cravatta e nastri tricolorati dai colori nazionali frangiati d'argento. |           |
| | Pré-Saint-Didier Di azzurro, allo stambecco d'oro, posto in profilo, a sinistra, fermo sulla campagna di rosso, caricata dalla banda di argento, esso stambecco accompagnato da cinque abeti di verde, fustati al naturale, posti a destra, nodriti nella campagna. Ornamenti esteriori da Comune. Gonfalone: Drappo partito di bianco e di rosso, riccamente ornato di ricami d'argento e caricato dallo stemma sopra descritto con l'iscrizione centrata in argento, recante la denominazione del Comune. Le parti di metallo ed i cordoni saranno argentati. L'asta verticale sarà ricoperta di velluto dei colori del drappo, alternati, con bullette argentate poste a spirale. Nella freccia sarà rappresentato lo stemma del Comune e sul gambo inciso il nome. Cravatta con nastri tricolorati dai colori nazionali frangiati d'argento. D.P.R. del 16 febbraio 1999 |           |
| | Quart Di argento, al castello di rosso, murato di nero, torricellato di due pezzi laterali, merlati alla guelfa di tre, aperto del campo e finestrato di nero, i merli del castello alla ghibellina, all'orso bianco, passante alla base della porta. Ornamenti esteriori da Comune. Gonfalone: Drappo partito di bianco e di rosso riccamente ornato di ricami d'argento e caricato dello stemma sopradescritto con l'iscrizione centrata in argento "Comune di Quart". |           |
| | Rhêmes-Notre-Dame D'azzurro, alla montagna appellata Granta Parey, di roccia innevata al naturale, fondata in punta e sul prato di verde, posto nel canton sinistro della punta, declive in sbarra, essa montagna sormontata dal gipeto, posto in sbarra nel canton sinistro del capo, con il volo aperto in banda, d'oro; al capo d'oro, caricato da tre leoni illeoparditi, posti uno accanto all'altro, di rosso. Ornamenti esteriori da Comune. Gonfalone: Drappo troncato di rosso e di giallo, riccamente ornato di ricami d'argento e caricato dallo stemma sopra descritto con l'iscrizione centrata in argento, recante la denominazione del Comune. Le parti di metallo ed i cordoni saranno argentati. L'asta verticale sarà ricoperta di velluto dei colori del drappo, alternati, con bullette argentate poste a spirale. Nella freccia sarà rappresentato lo stemma del Comune e sul gambo inciso il nome. Cravatta con nastri tricolorati dai colori nazionali frangiati d'argento. D.P.R. del 4 settembre 1997 |           |
| | Rhêmes-Saint-Georges D'argento, al san Giorgio di carnagione, con l'elmo d'argento piumato di azzurro, con la lorica d'argento e con il mantello di rosso, svolazzante a sinistra, con le gambe ignude munite inferiormente di gambali d'argento, cavalcante il cavallo di nero, imbrigliato d'oro, gualdrappato di rosso, munito di staffe d'oro, il santo tenente con la destra le briglie, con la sinistra la lancia d’oro, posta in sbarra e infilzante le fauci del drago di due zampe, di verde, con la testa rivolta, allumato di rosso, vomitante fiamme dello stesso, e calpestato dagli arti anteriori del cavallo; il tutto sotto il capo partito di rosso e di nero. Ornamenti esteriori da Comune. Gonfalone: Drappo di azzurro, riccamente ornato di ricami d'argento e caricato dello stemma sopra descritto con la iscrizione centrata in argento recante la denominazione del Comune. Le parti di metallo ed i cordoni saranno argentati. L'asta verticale sarà ricoperta di velluto azzurro, con bullette argentate poste a spirale. Nella freccia sarà rappresentato lo stemma del Comune e sul gambo inciso il nome. Cravatta e nastri tricolorati dai colori nazionali frangiati d'argento. D.P.R. del 7 agosto 1990 |           |
| | Roisan Inquartato: il primo d'argento, alla porta urbana con arco a tutto sesto, sostenente la ghimberga cimata dal giglio, e unita a destra e a sinistra a due torri, merlate alla guelfa di quattro pezzi visibili, finestrate ciascuna di due di nero, il tutto di rosso, mattonato di nero, essa porta aperta del campo e accompagnata dall'orso di nero, collarinato d'argento, passante sotto l'arco; il secondo, d'azzurro, al serpente d'oro, posto in semicerchio, convesso verso la linea della troncatura, con la testa volta a destra, sostenente il guerriero, con il viso e le mani di carnagione, capelluto d'oro, armato di tutto punto d'argento, l'armatura guarnita d'oro, tenente con la mano destra la spada d'argento, guarnita d'oro, posta in palo, con la mano sinistra la coda del serpente; il terzo d'azzurro, alla testa di cervo d'oro, accompagnata da tre stelle dello stesso, male ordinate, la prima posta tra i palchi, le altre accanto alla bocca del cervo; il quarto d'oro, alla croce di Lorena trifogliata, con due palme uscenti dalla incrociatura della traversa inferiore, quella a destra in banda, quella a sinistra in sbarra, il tutto di verde. Ornamenti esteriori da Comune. Nastri portanti i colori dello Stato e della Regione. D.P.G.R. n. 88 del 24 febbraio 2000 Gonfalone: Drappo partito di rosso e di bianco, riccamente ornato di una cordelliera e caricato dello stemma descritto qui sopra, con le iscrizioni centrate in argento "Commune de ROISAN - Comune di ROISAN". Le parti in metallo, le frange e i cordoni sono argentati. L'asta verticale è ricoperta di velluto dei colori del drappo, alternati, con bullette argentate poste a spirale. Nella freccia è rappresentato lo stemma del Comune e sul gambo ne è inciso il nome. Cravatta con nastri portanti i colori dello Stato e della Regione. Incongruenza tra disegno e blasonatura. |           |
| | Saint-Christophe D’oro alla figura di san Cristoforo, con le gambe immerse nelle acque di un fiume fluttuoso d’azzurro, vestito di rosso, aureolato, impugnante nella mano destra un bastone e sostenente con la sinistra il Bambino, pure aureolato, di celeste [sic]. Ornamenti esteriori da Comune. Gonfalone: Drappo di rosso, riccamente ornato di ricami d'argento e caricato dallo stemma sopra descritto con l'iscrizione centrata in argento: Comune di Saint-Christophe. Le parti di metallo ed i cordoni saranno argentati. L'asta verticale sarà ricoperta di velluto del colore del drappo con bullette argentate poste a spirale. Nella freccia sarà rappresentato lo stemma del Comune e sul gambo inciso il nome. Cravatta con nastri tricolorati dai colori nazionali frangiati d'argento. D.P.R. del 24 settembre 1968 |           |
| | Saint-Denis Partito: nel primo, di azzurro, alla torre d'oro, murata di nero, chiusa e finestrata dello stesso, merlata di tre alla guelfa, fondata sulla pianura di verde; nel secondo, di argento con il capo di rosso, alla banda di nero, attraversante, caricata da tre mezzelune crescenti, d'argento, poste nel verso della banda; il tutto sotto il capo di verde, caricato dalle lettere maiuscole S e D, di oro. Ornamenti esteriori da Comune. Gonfalone: Drappo di giallo riccamente ornato di ricami d'argento e caricato dello stemma sopra descritto con la iscrizione centrata in argento, recante la denominazione del Comune. Le parti di metallo ed i cordoni saranno argentati. L'asta verticale sarà ricoperta di velluto giallo con bullette argentate poste a spirale. Nella freccia sarà rappresentato lo stemma del Comune e sul gambo inciso il nome. Cravatta con nastri tricolorati dai colori nazionali frangiati d'argento. Incongruenza tra disegno e blasonatura. |           |
| | Saint-Marcel Troncato d'azzurro e d'oro, al leone dell'uno all'altro; alla fascia d'argento, attraversante sul tutto. Ornamenti esteriori da Comune. Gonfalone: Drappo troncato di giallo e di azzurro, riccamente ornato di ricami d'argento e caricato dello stemma sopradescritto, con la iscrizione centrata in argento: Comune di Saint-Marcel. Le parti in metallo e i cordoni saranno argentati. L'asta verticale sarà ricoperta di velluto dei colori del drappo, alternati, con bullette argentate poste a spirale. Nella freccia sarà rappresentato lo stemma del Comune e sul gambo inciso il nome. Cravatta con nastri ricolorati dai colori nazionali frangiati d'argento. D.P.R. del 9 maggio 1985 |           |
| | Saint-Nicolas D'oro, alla banda di azzurro, caricata da tre leoni illeoparditi, di argento, fermi e posti nel senso della banda. Gonfalone: Drappo di azzurro, riccamente ornato di ricami d'argento e caricato dallo stemma sopra descritto con la iscrizione centrata in argento, recante la denominazione del Comune. Le parti di metallo ed i cordoni saranno argentati. L'asta verticale sarà ricoperta di velluto azzurro, con bullette argentate poste a spirale. Nella freccia sarà rappresentato lo stemma del Comune e sul gambo inciso il nome. Cravatta con nastri tricolorati dai colori nazionali frangiati d'argento. D.P.R. del 25 marzo 1993 |           |
| | Saint-Oyen D'azzurro, alla banda diminuita, d'argento, accompagnata in capo dalla figura di sant'Eugendo, di carnagione, nimbata d'argento, capelluta e barbuta dello stesso, il capo coperto dallo zucchetto d'argento, vestito con la cocolla dello stesso, tenente con la mano destra il ciborio d'argento, e con la mano sinistra il pastorale dello stesso, posto in sbarra alzata; in punta, dal Château-Verdun, d'argento, coperto dello stesso, aperto e finestrato del campo; al capo cucito, di rosso, caricato dalla croce d'argento. Ornamenti esteriori da Comune. Gonfalone: Drappo partito di rosso e di bianco riccamente ornato di ricami d'argento e caricato dallo stemma sopra descritto con la iscrizione centrata in argento, recante la denominazione del Comune. Le parti di metallo ed i cordoni saranno argentati. L'asta verticale sarà ricoperta di velluto dei colori del drappo, alternati, con bullette argentate poste a spirale. Nella freccia sarà rappresentato lo stemma del Comune e sul gambo inciso il nome. Cravatta con nastri tricolorati dai colori nazionali frangiati d'argento. D.P.R. dell'11 marzo 1991 |           |
| | Saint Pierre Di argento, alle due crocette patenti, poste in palo, la superiore di rosso, l'inferiore di nero, accostate da due chiavi, poste in palo, con l'ingegno all'insù e volto verso i lembi dello scudo, di rosso. Ornamenti esteriori da Comune. Gonfalone: Drappo partito di nero e di rosso, riccamente ornato di ricami di argento. Incongruenza tra disegno e blasonatura. |           |
| | Saint-Rhémy-en-Bosses D’argento, al capo inchiavato di cinque pezzi di rosso. Ornamenti esteriori da Comune. Gonfalone: Drappo a tre pendenti partito di rosso e di bianco, riccamente ornato di ricami d'argento e caricato dello stemma sopra descritto con la iscrizione centrata in argento: Commune de Saint-Rhémy-en-Bosses. Le parti di metallo ed i cordoni saranno argentati. L'asta verticale sarà ricoperta di velluto bianco con bullette argentate poste a spirale. Nella freccia sarà rappresentato lo stemma del Comune e sul gambo inciso il nome. Cravatta e nastri tricolorati dai colori nazionali frangiati d'argento. Nota: Lo stemma e il gonfalone comunali, senza descrizione araldica, sono pubblicati negli allegati A e B dello Statuto del Comune (in Bollettino ufficiale della Regione autonoma Valle d’Aosta, 1° suppl. ord. al n. 34 del 6 agosto 2002). Una procedura di approvazione iniziata presso la Presidenza del Consiglio dei Ministri verso il 1990 non ha avuto esito. |           |
| | Saint-Vincent Di rosso, alla figura di san Maurizio, rappresentato in una statua di legno al naturale, accompagnata da tre crescenti montanti d'argento, uno in punta, due a destra e a sinistra della statua, al capo di nero, caricato della croce trifogliata d'argento; il santo è effigiato vestito di breve tunica, con le gambe coperte da cosciali, ginocchiere e gambiere, col capo coperto dal bacinetto, e tenente con la destra una lancia munita di gagliardetto, e con la sinistra lo scudo visto di profilo. Ornamenti esteriori da Comune. Gonfalone: Drappo di bianco riccamente ornato di ricami d'argento e caricato dello stemma sopra descritto con la iscrizione centrata in argento: Comune di Saint-Vincent, e, nella riga inferiore, parallela, Commune de Saint-Vincent. Le parti di metallo ed i cordoni saranno argentati. L'asta verticale sarà ricoperta di velluto bianco con bullette argentate poste a spirale. Nella freccia sarà rappresentato lo stemma del Comune e sul gambo inciso il nome. Cravatta e nastri tricolorati dai colori nazionali frangiati d'argento. D.P.R. 2 marzo 1984 |           |
| | Sarre D'oro, al castello di rosso, mattonato di nero, formato da due torri, merlate di tre alla guelfa, finestrate di nero, riunite dalla cortina di muro, aperta ad arco acuto del campo, priva di merli, esso castello sostenente il leone di rosso, passante, poggiante la zampa anteriore sinistra sul primo merlo della torre di destra, la zampa posteriore destra sul primo merlo della torre di sinistra, la zampa posteriore sinistra sul secondo merlo della detta torre; al capo di rosso, caricato dalla croce d'argento. Ornamenti esteriori da Comune. Gonfalone: Drappo partito di nero e di rosso, riccamente ornato di ricami d'argento e caricato dello stemma sopra descritto con la iscrizione centrata in argento, recante la denominazione del Comune. Le parti di metallo e i cordoni saranno argentati. L'asta verticale sarà ricoperta di velluto dei colori del drappo, alternati, con bullette argentate poste a spirale. Nella freccia sarà rappresentato lo stemma del Comune e sul gambo inciso il nome. Cravatta con nastri tricolorati dai colori nazionali frangiati d'argento. D.P.R. del 20 ottobre 1990 |           |
| | Torgnon Inquartato: nel PRIMO, di argento, al capo di rosso, alla banda di nero sul tutto, caricata da tre mezzelune calanti, d'oro; nel SECONDO, di rosso, alla croce d'argento; nel TERZO, d'oro, seminato di chiavi, poste in palo, di rosso, al leone attraversante, dello stesso; nel QUARTO, di azzurro, alla banda d'argento. Ornamenti esteriori da Comune. Gonfalone: Drappo partito di rosso e di nero, riccamente ornato di ricami d'argento e caricato dallo stemma sopra descritto con la iscrizione centrata in argento, recante la denominazione del Comune. Le parti di metallo ed i cordoni saranno argentati. L'asta verticale sarà ricoperta di velluto dei colori del drappo, alternati, con bullette argentate poste a spirale. Nella freccia sarà rappresentato lo stemma del Comune e sul gambo inciso il nome. Cravatta con nastri tricolorati dai colori nazionali frangiati d'argento. D.P.R. del 4 maggio 1998 |           |
| | Valgrisenche D'azzurro, alla banda d'argento, caricata di tre pali dentati e partiti dentati di nero e di rosso e accompagnata in capo da un leone d'oro, armato e linguato di rosso, e in punta da un pastorale rivolto in palo d'oro. Ornamenti esteriori da Comune. Nastri portanti i colori dello Stato e della Regione. D.P.G.R. n. 602 del 10 ottobre 2001 Gonfalone: Drappo d'oro, riccamente ornato d'argento e caricato dello stemma sopra descritto con la doppia iscrizione centrata in argento, in lingua francese e italiana, recante la denominazione del Comune. L'asta verticale è ricoperta di velluto del colore del drappo con bullette argentate poste a spirale. Nella freccia è rappresentato lo stemma del Comune e sul gambo è inciso il nome. |           |
| | Valpelline Semipartito troncato: a) d'argento, alla porta di città a un fornice trifogliato, sostenente una ghimberga cimata da un giglio, e affiancata da due torri quadrate, merlate alla guelfa di tre pezzi visibili, il tutto di rosso; all'orso passante sotto la porta di nero; b) di rosso, alla torre rotonda d'argento, merlata alla guelfa di tre pezzi visibili, aperta e finestrata di un pezzo del campo; c) d'oro, al sole di rosso. Ornamenti esteriori da Comune. Nastro portante i colori dello Stato e della Regione. Gonfalone: Drappo partito di rosso e d'argento, ornato di una cordelliera d'argento e caricato dello stemma sopra descritto con la doppia denominazione centrata e d'argento, in lingua francese e italiana, recante la denominazione del Comune. L'asta verticale è ricoperta di velluto dai colori del drappo, alternati, con bullette argentate poste a spirale. Nel la freccia è rappresentato lo stemma del Comune e sul gambo inciso il nome. Cravatta con nastri ai colori dello Stato e della Regione, frangiati d'argento. D.P.G.R. n. 9 del 10 gennaio 2000 |           |
| | Valsavarenche D'azzurro, allo stambecco d'oro, fermo su un monte roccioso innevato, movente dalla punta, al naturale. Gonfalone Drappo troncato di bianco e d'azzurro, riccamente ornato e frangiato d'argento, caricato in cuore dello stemma comunale, e in capo delle iscrizioni centrate «Commune de Valsavarenche» e «Comune di Valsavarenche». L'asta verticale è ricoperta di velluto azzurro e bianco, fissato da bullette d'argento poste a spirale. La freccia contiene la riproduzione dello stemma municipale e il nome del Comune è inciso sul gambo. Cravatta portante i colori dello Stato e della Regione, frangiata d'argento. |           |
| | Valtournenche Partito: nel primo, di azzurro, al monte Cervino, di argento, fondato in punta e uscente dai lembi del campo, sormontato dalla piccozza, posta in palo, col ferro di nero e manicata di rosso, il manico attraversato dal nodo di Savoia, posto in fascia, di argento; nel secondo, di rosso, alle tre spighe di grano, d'oro, accollate, le spighe laterali concave verso i lembi, al capo di nero, caricato di tre mezzelune calanti, d'oro. Gonfalone: Drappo partito di giallo e di azzurro, riccamente ornato di ricami di argento e caricato dello stemma sopra descritto con la iscrizione centrata in argento, recante la denominazione del Comune. Le parti di metallo ed i cordoni saranno argentati. L'asta verticale sarà ricoperta di velluto, dei colori del drappo, alternati, con bullette argentate poste a spirale. Nella freccia sarà rappresentato lo stem ma del Comune e sul gambo inciso il nome. Cravatta con nastri trico lorati dai colori nazionali frangiati d'argento. |           |
| | Verrayes Partito: nel PRIMO di azzurro ai tre scaglioni di argento accantonati da tre rose, dello stesso, poste due in capo, una in punta; nel SECONDO, di argento al leone di rosso, accompagnato da quattro chiavi, dello stesso, poste negli angoli in palo, con l'ingegno all'insù, posto a sinistra. Ornamenti esteriori da Comune. Gonfalone: Drappo partito di rosso e di azzurro riccamente ornato di ricami d'argento e caricato dello stemma sopra descritto con la iscrizione centrata in argento recante la denominazione del Comune. Le parti di metallo ed i cordoni saranno argentati. L'asta verticale sarà ricoperta di velluto dai colori del drappo con bullette argentate poste a spirale. Nella freccia sarà rappresentato lo stemma del Comune e sul gambo inciso il nome. Cravatta con nastri tricolorati dai colori nazionali frangiati d'argento. |           |
| | Verrès Inquartato: nel 1º e 4º d'argento, al capo di rosso, alla banda di nero attraversante; nel 2º e 3º controinquartato: in I e IV di rosso, al palo di rosso, caricato di tre scaglioni d'oro; in II e III vaiato di rosso e d'oro di quattro file. D.P.R. del 14 ottobre 1998 Gonfalone: Drappo partito di rosso e di bianco, riccamente ornato di ricami d'argento e caricato dallo stemma sopra descritto con la iscrizione centrata in argento recante la denominazione del Comune. Le parti di metallo ed i cordoni saranno argentati. L'asta verticale sarà ricoperta di velluto dei colori del drappo, alternati, con bullette argentate poste a spirale. Nella freccia sara rappresentato lo stemma del Comune e sul gambo inciso il nome. Cravatta con nastri tricolorati dai colori nazionali frangiati d'argento. |           |
| | Villeneuve Troncato di azzurro e di rosso, alla croce d'argento sul tutto, accompagnata nel quartiere destro del capo da un seminato di crocette potenziate dal piede aguzzo d'oro, ai due barbi addossati attraversanti sul seminato dello stesso, e nel quarto sinistro del capo da una torre d'argento finestrata di nero, merlata di sei pezzi, di cui quattro visibili, addestrata da un doppio antimuro merlato di tre pezzi d'argento. D.P.G.R. del 21 dicembre 2000. Gonfalone: Drappo rettangolare d'azzurro, ornato in bordura di una cordelliera d'argento e frangiato dello stesso, caricato in cuore dello stemma sopra descritto, e in capo delle iscrizioni centrate d'argento «Commune de Villeneuve» e «Comune di Villeneuve». L'asta verticale è ricoperta di velluto d'azzurro, fissato con bullette d'argento poste a spirale. Nella freccia è rappresentato lo stemma del Comune e sul gambo è inciso il nome. Cravatta portante i colori dello Stato e della Regione, frangiata d'argento. |           |